# Anschluss (Luhmann)
Anschluss ist in der Soziologie ein Fachbegriff aus der Systemtheorie von Niklas Luhmann und bezeichnet die in einer sozialen Begegnung auf eine Selektion der anderen Seite folgende, selbst gewählte Selektion. Diese Selektionen beziehen sich aufeinander.

## Anschlussfähigkeit
Die Anschlussfähigkeit ist die Kapazität von Systemen zu gewährleisten, dass sich an die Selektionen eines Systems weitere anschließen können. Alle sozialen Systeme reproduzieren sich über Kommunikation (z. B. Wirtschaftssystem oder Politik) oder Handlungen (Medizin und Erziehungssystem). Dies gelingt nur, wenn die einzelnen Einheiten aneinander anschlussfähig sind, was durch einen systemspezifischen Code geleistet wird, der als zentrale Logik (Leitunterscheidung) aller Kommunikation zugrunde liegt und sie als systemzugehörig erkennbar macht. Im Wirtschaftssystem beispielsweise sorgt der Code zahlen/nicht zahlen dafür, dass die Kommunikationen sich auf sich selbst beziehen und sich selbst reproduzieren können, also dass auf jede Zahlung eine neue erfolgt. Dies funktioniert über das generalisierte Kommunikationsmedium Geld, das die letzte Zahlung mit der jetzigen verknüpft. Würde das Geld nicht mehr akzeptiert, folgt der Zahlung keine weitere Zahlung mehr und das System hätte seine Anschlussfähigkeit verloren. Die Anschlussfähigkeit innerhalb eines Systems wird als Selbstreferenz bezeichnet, im Gegensatz zum fremdreferentiellen Bezug auf die Umwelt (Welt, andere Systeme).
Den Begriff hat Luhmann auf eine Anregung eines Bielefelder Kollegen, des Philosophen Jürgen Frese entwickelt. Frese zeigte in einem Sektionsreferat des Achten Deutschen Kongresses für Philosophie in Heidelberg (1966, gedruckt 1967) mit dem Titel „Sprechen als Metapher für Handeln“, dass es fruchtbar ist, von den dominanten Handlungsmodellen Arbeit und Konsum abzurücken und ergänzend Sprechen als Modell für Handeln zu nutzen. Frese schreibt: „Die wichtigste Errungenschaft, die die Sprachmetapher für die Aufhellung des nicht-sprachlichen Handelns einbringt, ist ihre Leistung, Reihenbildung erklärbar zu machen. Fassen wir Satz und Handlung zum neutralen und an andere Philosopheme anschließbaren Begriff des Aktes zusammen, so können wir … sagen: Der Sinn eines Aktes ist das als eine bestimmte Situation gegebene Ensemble der Möglichkeiten, an diesen Akt weitere Akte anzuschließen; d. h. der Sinn eines Aktes ist die Mannigfaltigkeit der Anschließbarkeiten, die er eröffnet.“ Diese Idee wurde von Luhmann aufgegriffen und im Rahmen seiner Systemtheorie weiterentwickelt. Frese selbst baute sie im Rahmen seiner Lehre von den Formularen weiter aus.